# Zegel (Tranvía de Amberes)
La estación de Zegel es una estación de la red de Tranvía de Amberes, perteneciente a la sección del premetro, operada por las líneas  y .
Se encuentra en el túnel este de la red, bajo la Zegelstraat.

## Presentación
La estación fue inaugurada el 18 de abril de 1987. Pertenece a la segunda frase del Premetro de Amberes.
El primer nivel contiene las máquinas dispensadoras. El segundo contiene el andén hacia Astrid y el tercero el que va hacia la calle.
Hay dos ascensores para asegurar el acceso de personas con movilidad reducida.
En la superficie hay una parada de la línea .

## Intermodalidad
| Línea | Recorrido            |
| ----- | -------------------- |
|       | Silsburg ↔ Havenhuis |

| Línea | Recorrido                   |
| ----- | --------------------------- |
| 30    | Waterpoort ↔ Sint-Jansplein |
| 410   | Turnhout ↔ Antwerpen        |
| 415   | Turnhout ↔ Antwerpen        |
| 416   | Turnhout ↔ Antwerpen        |
| 417   | Turnhout ↔ Antwerpen        |
| 418   | Herentals ↔ Antwerpen       |
| 427   | Herentals ↔ Antwerpen       |
| 429   | Herentals ↔ Antwerpen       |